# Год собаки (фильм, 2007)
«Год соба́ки» (англ. Year of the Dog) — американский комедийно-драматический фильм сценариста и режиссёра Майка Уайта, главные роли в котором исполнили Молли Шеннон, Лора Дерн, Реджина Кинг, Томас МакКарти, Джош Пэйс, Джон Си Райли и Питер Сарсгаард.
Премьера фильма состоялась 20 января 2007 года на кинофестивале «Сандэнс».

## Сюжет
Пэгги работала секретаршей, но после смерти своей собаки она решает изменить свою жизнь. Она становится веганкой и активисткой в борьбе за права животных.

## В ролях
| Актёр           | Роль                    |
| --------------- | ----------------------- |
| Молли Шэннон    | Пэгги Спэйд             |
| Лора Дерн       | Брет жена Пира          |
| Реджина Кинг    | Лайла подруга Пэгги     |
| Томас Маккарти  | Пир брат Пэгги          |
| Джош Пэйс       | Робин босс Пэгги        |
| Джон Си Райли   | Эл сосед Пэгги          |
| Питер Сарсгаард | Ньют работник питомника |
| Дейл Годбольдо  | Дон парень Лайлы        |
| Лайза Вайль     | Тришель                 |